# Diecezja Warri
Diecezja Warri – diecezja rzymskokatolicka  w Nigerii. Powstała w 1964.

## Biskupi diecezjalni
- Bp Lucas Olu Chukwuka Nwaezeapu (1964 – 1983)
- Bp Edmund Joseph Fitzgibbon, S.P.S. (1991 – 1997)
- Bp Richard Anthony Burke, S.P.S. (1997-2007)
- Bp John ’Oke Afareha (2010–2022)
- Anthony Ewherido (od 2023)